# Паркер, Джеффри (историк)
Джеффри Паркер (N. (Noel) Geoffrey Parker; род. 25 декабря 1943[…], Ноттингем) — британо-американский историк, специалист по социальной, политической и военной истории Европы 1500—1650 гг., в особенности по Испании и ее империи.
Дважды доктор. Заслуженный Университетский профессор и именной профессор Университета штата Огайо, прежде профессор Йеля, Иллинойсского и Сент-Эндрюсского университетов. Член Британской академии (1984) и Американского философского общества (2023). Лауреат премии Хейнекена (2012), отмечен British Academy Medal (2014).
Самый известный труд, вероятно, — The Military Revolution. Military innovation and the rise of the West, 1500—1800. Его указывают одним из первых, начавших практиковать то, что сейчас называется «глобальной историей».

## Биография и творчество
Ученик испаниста Джона Эллиотта. Учился в кембриджском колледже Христа, получил степени бакалавра истории (1965, с отличием), магистра и доктора философии по истории (1968). Также получил там же степень Litt.D. в 1981 году. Преподавал там же, в Шотландии и Канаде, после чего перешел в Иллинойсский университет в Урбане-Шампейне как именной заслуженный профессор истории (с 1986, в 1989—1991 завкафедрой). В 1993 году перешел в Йель как именной профессор. С 1997 года в Университете штата Огайо, на кафедре истории. Отмечен там OSU Alumni Distinguished Teaching Award (2006). Удостоился Samuel Eliot Morison Prize (1999). А также стал третьим историком, удостоившимся Sullivant Medal (2021).
Под началом Паркера подготовлено 35 докторских диссертаций. Удостоился Festschrift: Tonio Andrade and William Reger (eds), The Limits of Empire: European Imperial Formations in Early Modern World History. Essays in Honor of Geoffrey Parker. Burlington, VT: Ashgate Publishing Company, 2012.
Есть дочь и три сына, внуки. В 1987 году у него диагностировали рассеянный склероз. Называл своим другом своего коллегу по OSU Лонни Томпсона.
Является автором или соавтором 39 книг, посвященных социальной, политической и военной истории Европы раннего Нового времени.
Первая книга вышла на основе докторской диссертации — The Army of Flanders and the Spanish Road. The logistics of Spanish victory and defeat in the Low Countries Wars, 1567—1659 (1972; revised edition 2004). В ней Паркер предпринял попытку объяснить, почему Испания — единственная западная сверхдержава того времени — не смогла подавить голландское восстание. Затем он выпустил биографию Филиппа II (1978; 3-е изд. 2002; переводилась на испанский, чешский, голландский, итальянский и польский языки). После вышла его The Grand Strategy of Philip II (Yale University Press, 1998), а также, в соавторстве, The Spanish Armada (1988; испр. и доп. изд. — Manchester University Press, 1999). Другие книги:
- The Dutch Revolt (1977 {Рец.}; исправленное издание — 1984; переводилась на испанский, немецкий и голландский)
- Europe include Europe in Crisis, 1598—1648 (1979; исправленное издание — 2000)
- The Military Revolution. Military innovation and the rise of the West, 1500—1800 (Cambridge University Press, 1988; переизд. — 2002; переводилась на китайский, французский, итальянский, японский и испанский)
- The Thirty Years’ War (исправленное издание — 1997; переводилась на французский, немецкий и испанский)
- Global Crisis. War, climate change and catastrophe in the 17th century (Yale University Press, 2013; 2-е пересмотр. изд. — New Haven: Yale University Press, 2017) {Рец.: Лиза Джардин, Dominic Sandbrook[англ.], Dagomar Degroot[англ.]} — книга получила Society of Military History’s Distinguished Book Prize и British Academy Medal[англ.] (2014)[15]
- Imprudent King. A new biography of Philip II (Yale University Press, 2014) {Рец. Henry Kamen}
- Emperor: A new life of Charles V (New Haven and London: Yale University Press, 2019) {Рец.: , } — выбрана Саймоном Себагом Монтефиоре книгой 2020 года в журнале Aspects of History[21]